# هائل الفاهوم
هائل عادل توفيق الفاهوم (وُلد في 29 ديسمبر 1952 في الناصرة) دبلوماسي فلسطيني، كان سفيرًا لدولة فلسطين لدى ألمانيا، ثم فرنسا، ولاحقًا لدى تونس.

## الحياة العملية
عُين وكيلًا مساعدًا في ديوان الموظفين العام، وأُفرز للعمل في اللجنة العليا للتمويل والاستثمار في 1 ديسمبر 1998.
في 31 أكتوبر 2005، عُين سفيرًا في وزارة الشؤون الخارجية، ورئيسًا للبعثة الفلسطينية لدى ألمانيا الاتحادية.
قدم أوراق اعتماده مفوضًا عامًا لفلسطين لدى فرنسا في 9 يونيو 2010.
في 1 أكتوبر 2015، عُين الفاهوم سفيرًا لدولة فلسطين لدى تونس. وفي 3 ديسمبر 2015 قدم أوراق اعتماده إلى الرئيس التونسي. ودع الرئيس التونسي في 6 فبراير 2025.

## أوسمة
- في أكتوبر 2015، منحته وزارة الخارجية الفرنسية باسم رئيس الجمهورية فرانسوا أولاند وسام الاستحقاق الوطني بمناسبة انتهاء مهامه وتقديرًا لدوره في تعزيز العلاقات الفلسطينية الفرنسية والعلاقات العربية الفرنسية.[7]